# Dichrogaster atriventris
Dichrogaster atriventris là một loài tò vò trong họ Ichneumonidae.